# Thérouanne
Thérouanne település Franciaországban, Pas-de-Calais megyében. Lakosainak száma 1128 fő (2022. január 1.). Thérouanne Delettes, Mametz, Bellinghem, Enquin-lez-Guinegatte és Saint-Augustin községekkel határos.

## Népesség
A település népessége az elmúlt években az alábbi módon változott:
| Lakosok száma | 1120 | 1155 | 1160 | 1115 | 1095 | 1099 | 1101 | 1109 | 1128 |
|               | 2013 | 2015 | 2016 | 2017 | 2018 | 2019 | 2020 | 2021 | 2022 |